# Вечерний Кишинёв
Вечерний Кишинёв (молд. Кишинэу. Газетэ де сарэ) — советская и молдавская газета. Бывший печатный орган Кишинёвского городского комитета Коммунистической партии Молдавской ССР и Кишинёвского городского Совета народных депутатов.

## История
Основана в 1958 году (основатель и первый главный редактор — И. И. Жосул, ответственный секретарь редакции — Г. И. Челак) и до 1966 года издавалась на русском языке, а затем на русском и молдавском.
В СССР в газете публиковались преимущественно материалы, которые отображали культурную, общественно-политическую и экономическую жизнь столицы Молдавской ССР, а также знакомившие читателей с новостями о событиях, происходящих в столицах союзных республик и в международной жизни. Четвёртая страница издания странице как правило отводилась для публикации сведений о репертуарах кинотеатров, концертных залов, театров и других культурно-досуговых заведений города, а также для печати объявлений и рекламных материалов. На протяжении многих лет редактором научного отдела был писатель А. Ш. Коган, отделом литературы и искусства заведовал Е. И. Баух. При редакции существовали общественная приёмная, отдел боевой славы, справочная служба и университет рабочих корреспондентов. Газета располагала постами рабочих-корреспондентов на крупных предприятий Кишинёва. Ежегодно редакция получала от своих читателей около 20 тысяч писем. С 1974 года газета издавала еженедельное приложение «Реклама».
В 1969 году тираж газеты составлял 35,9 тыс. экземпляров.